# Острів Пасхи (провінція)
Провінція Острів Пасхи (ісп. Provincia de Isla de Pascua, рап. Rapa Nui) — провінція у Чилі у складі області Вальпараїсо.
Адміністративний центр — Ханга-Роа. Складається з 1 комуни. Територія — 163,6 км². Населення — 3791 осіб. Щільність населення — 23,17 осіб/км².

## Географія
Провінція розташована на острові Пасхи.

## Найбільші населені пункти
| № | Населений пункт | Категорія | Населення осіб (2002) | Чоловіче населення осіб | Жіноче населення осіб | Територія км² |
| - | --------------- | --------- | --------------------- | ----------------------- | --------------------- | ------------- |
| 1 | Ханга-Роа       | селище    | 3304                  | 1701                    | 1603                  | 7,2           |

| Чилі | Це незавершена стаття з географії Чилі. Ви можете допомогти проєкту, виправивши або дописавши її. |